# Paul Delva
Paul Delva (Brugge, 13 november 1967) is een Belgisch politicus voor de CD&V uit het Brussels Hoofdstedelijk Gewest.

## Biografie
Delva studeerde in 1990 af als licentiaat in de rechten aan de Katholieke Universiteit Leuven. In 1991 voltooide hij tevens een licentie in het economisch recht aan de Université Catholique de Louvain en in 2003 een postgraduaat in vennootschapsrecht aan de Katholieke Universiteit Brussel. Vervolgens ging hij van 1992 tot 2009 aan de slag als kaderlid in de financiële sector. Ook werkte hij enkele jaren als kabinetsmedewerker van Jos Chabert, minister in de Brusselse Hoofdstedelijke Regering.
Hij werd actief voor de Brusselse afdeling van de CVP en later van de CD&V. Na de derde rechtstreekse Vlaamse verkiezingen van 13 juni 2004 volgde hij begin juli 2007 Vlaams minister Steven Vanackere op als Vlaams volksvertegenwoordiger voor de kieskring Brussel-Hoofdstad. Ook na de volgende  Vlaamse verkiezingen van 7 juni 2009 werd hij midden juli 2009 opnieuw Vlaams volksvertegenwoordiger als opvolger van Brigitte Grouwels, die aan haar mandaat verzaakte. Als Vlaams Parlementslid zetelde Delva van 2007 tot 2014 in de commissies Brussel en Vlaamse Rand en Cultuur, Jeugd, Sport en Media, van 2007 tot 2008 in de commissie Algemeen Beleid, Financiën en Begroting, van januari tot juni 2009 in de commissie Onderwijs, Vorming, Wetenschapsbeleid en Innovatie, van 2009 tot 2014 in de commissie Buitenlands Beleid, Europese Aangelegenheden en Internationale Samenwerking en van 2012 tot 2014 in de commissie Onderwijs en Gelijke Kansen. Vanaf eind mei 2014 zetelde hij in het Brussels Hoofdstedelijk Parlement, waar hij CD&V-fractieleider was en zich toelegde op Mobiliteit en Economie. Bij de verkiezingen van mei 2019 werd hij niet herkozen.
Na zijn parlementaire loopbaan ging Delva in 2020 werken op het vicariaat voor het beheer van het Tijdelijke van het aartsbisdom Mechelen-Brussel, waar hij verantwoordelijk was voor het financiële beheer van de Franstalige katholieke diocesane scholen. Op 1 september dat jaar volgde hij Herman Cosijns op als directeur-generaal van het Interdiocesaan Centrum in Brussel, de hoofdzetel van de Belgische Bisschoppenconferentie. Hij bleef dit tot in maart 2023 en werd toen aangesteld tot bisschoppelijk afgevaardigde voor het beheer van het Tijdelijke van het aartsbisdom Mechelen-Brussel, waarbij hij tevens afgevaardigd bestuurder werd van de diocesane vzw's van het aartsbisdom.